# モーモータウンレディオ
『モーモータウンレディオ』（英語表記：MoMoTown Radio）は、bayfmで放送されていたシンガーソングライター藤原さくらのラジオ番組。

## 概要
2016年4月7日にスタートし2019年3月28日に終了した藤原さくらがDJのラジオ番組。「モーモータウンレディオ」という番組名は、藤原さくらが牛とモータウンサウンドが好きなこと、ミュージシャンとして最初にCDをリリースしたレーベルが「MoMotown Records」だったことをもとに命名された。番組開始当初は毎回オープニングでモータウンの曲をかけるのが恒例だったが、徐々にモータウン以外の曲もかけるようになった。番組内ではラジオネームは「モーモーネーム」、リスナーから送られてくるメールは「モーモーメール」と呼んでいる。

## 放送時間
- 木曜日 24:00 - 24:27（27分）

## パーソナリティー
- 藤原さくら

## コーナー
- モーモーメール

リスナーから寄せられたメールを紹介しながら、藤原の日常や近況についてトークするコーナー。
- モーモーSEXYダイナマイト

藤原がセクシーな大人ボイスを駆使して、リスナーからの相談メールに回答していくコーナー。
- 藤原の二択「どげんでんよか～～～」

リスナーから寄せられたある意味どっちでもいい緩めな2択の質問に30秒間藤原がひたすら答えていくコーナー。
- これだけは知っとけ藤原さくらの手引き

藤原さくらについての一般的な情報からマニアックな情報までをリスナーから募り、藤原に関する小ネタをみんなで共有していこうというコーナー。
- おさむクリニック

リスナーからのギターに関する悩みや相談に、藤原がアドバイスするコーナー。
- 弾き語り

好きな曲やリスナーからリクエストされた曲を藤原が弾き語りするコーナー。

## スタッフ
- 谷脇浩一（ディレクター）
- 伊藤千絵（ディレクター）